# Newbury (Berkshire)
Pour les articles homonymes, voir Newbury.
Newbury est la principale ville à l'ouest du comté du Berkshire en Angleterre. Elle est le siège administratif du West Berkshire. Elle est située sur les rives de la rivière Kennet et le canal Kennet et Avon. Son centre-ville possède de nombreux bâtiments du XVIIe siècle. Newbury est particulièrement connue pour ses courses de chevaux et son ancienne base aérienne.

## Géographie
| Localisation du Berkshire en Angleterre |

| Localisation du Berkshire en Angleterre |

| Localisation du Berkshire en Angleterre |

| Localisation du Berkshire en Angleterre |

La ville est située au centre-sud du West Berkshire. Elle est traversée par la rivière Kennet et le canal Kennet et Avon qui s’écoulent à l’est pour se jeter dans la Tamise. Le nord et l'ouest de Newbury possèdent les North Wessex Downs, zone naturelle exceptionnelle, la partie ruinée du Château de Donnington et le centre de dressage des chevaux de course (centré sur Lambourn). Au sud, se trouve une zone étroite de collines dont Walbury Hill, quelques jardins paysagers privés et manoirs tels que Highclere Castle. L'économie locale est liée à celle de l'est du corridor M4 (en) dont la plupart des entreprises industrielles logistiques et de recherche se trouvent à proximité de Newbury, Reading et Slough.
Avec la ville voisine de Thatcham, Newbury constitue la partie principale d'une zone urbaine d'un peu moins de 70 000 personnes.

## Histoire

### Création
On estime que la ville fut érigée au XIe siècle, lors de la conquête normande, même si on a trouvé des traces d’habitations antérieures à cette période.
Le nom de Newbury apparaît pour la première fois en 1079, sous le règne de Guillaume le conquérant, dans l’ Ecclesiastical History of England and Normandy écrit par Orderic Vitalis. Cependant, son nom ne figure pas dans le domesday book en 1086. Seul le nom du manoir d’Ulvirtone y apparaît, englobant sans doute la ville.

### Développement de la ville entre leXIIeet leXIXesiècle
L'industrie textile de la ville se développe durant le Moyen Âge, avec la création de nombreux moulins sur la rivière Kennet et Lambourg. Elle prend un essor considérable au XVIe siècle, sous le règne des Tudors, une période durant laquelle l’industrie du vêtement dominait l’Angleterre. John Smallwood, également connu sous le nom de Jack de Newbury, fit la renommée de la ville par sa production de vêtements. Le commerce de vêtements local finit cependant par perdre de son importance à cause de la guerre civile anglaise.
L'économie prendra un nouvel essor au XVIIIe siècle grâce à la montée de Bath comme destination touristique populaire.
Newbury se situant sur un axe commercial important entre Bath et Londres, elle devient un grand centre de relais et développe ainsi de nombreuses auberges et activités dont des courses de chevaux qui représentent alors un important commerce local. En plus d'être une ville importante pour ces foires et marchés, elle devient un port fluvial de grande importance au XVIIIe siècle. En effet, à partir de 1723, des transports fluviaux sont mis en place sur le Kennet afin d'assurer le transport de marchandises.
Entre 1794 et 1810, débute la construction du canal Kennet et Avon afin de relier le fleuve de Kenneth à Berkshire avec le fleuve de l'Avon plus à l'ouest.
En 1887, la création d'une ligne de chemin de fer vers Londres contribue à réduire l'utilisation du canal.

### Batailles
Newbury a été le siège de deux batailles pendant la Première guerre civile anglaise, la Première bataille de Newbury (Wash Common (en)) en 1643, et la Seconde bataille de Newbury ( Speen) en 1644. Le château de Donnington a été réduit à une ruine à la suite de la deuxième bataille.

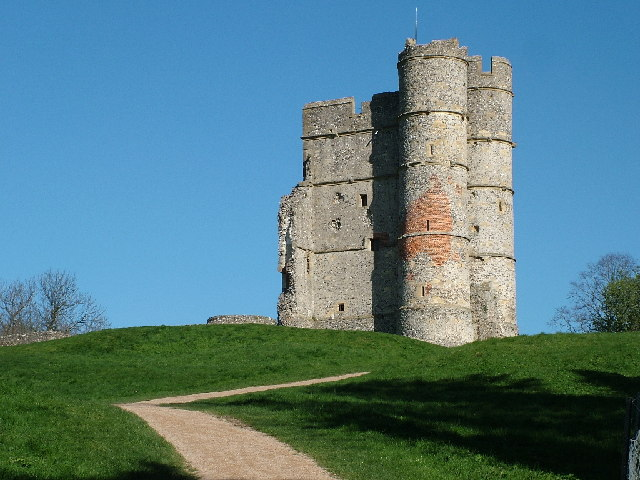
Donnington Castle.

### Greenham Common

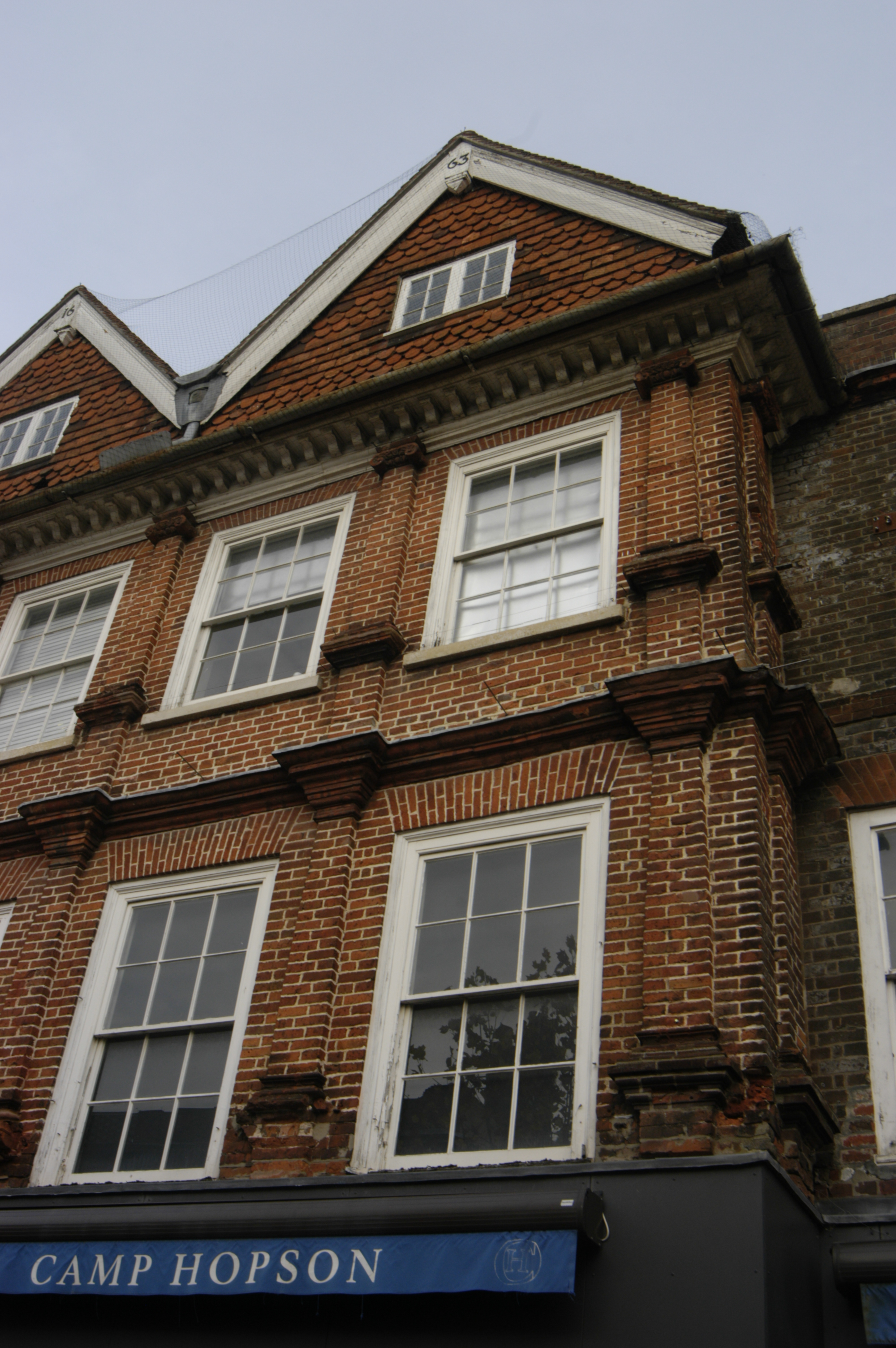
Partie de la façade du Camp Hopson de Newbury, datée de 1663 et ses piliers, en 2014.

Durant la Seconde Guerre mondiale, une base de la Royal Air Force est installée sur Greenham Common, au sud de la ville.
Durant la Guerre Froide, la base devient un site de lancement des bombardiers B-47 et de missiles nucléaires. Elle devient, à partir de 1981, le lieu de protestation de plusieurs dizaines de milliers de partisans antinucléaires et voit s’établir « the Greenham common Women’s peace camp ». La base fermera finalement ses portes en septembre 1992.
Site sur la base de Greenham Common.

## Jumelages
- Braunfels (Allemagne) depuis 1964[8]
- Bagnols-sur-Cèze (France) depuis 1970[9].

## Personnalités

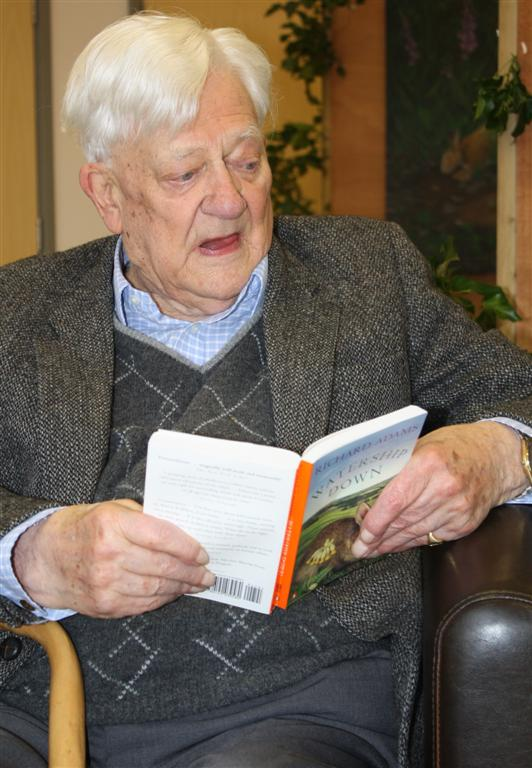
Richard Adams.

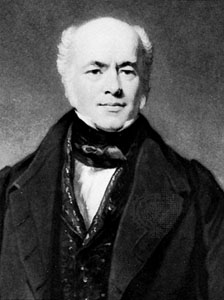
Francis Baily.

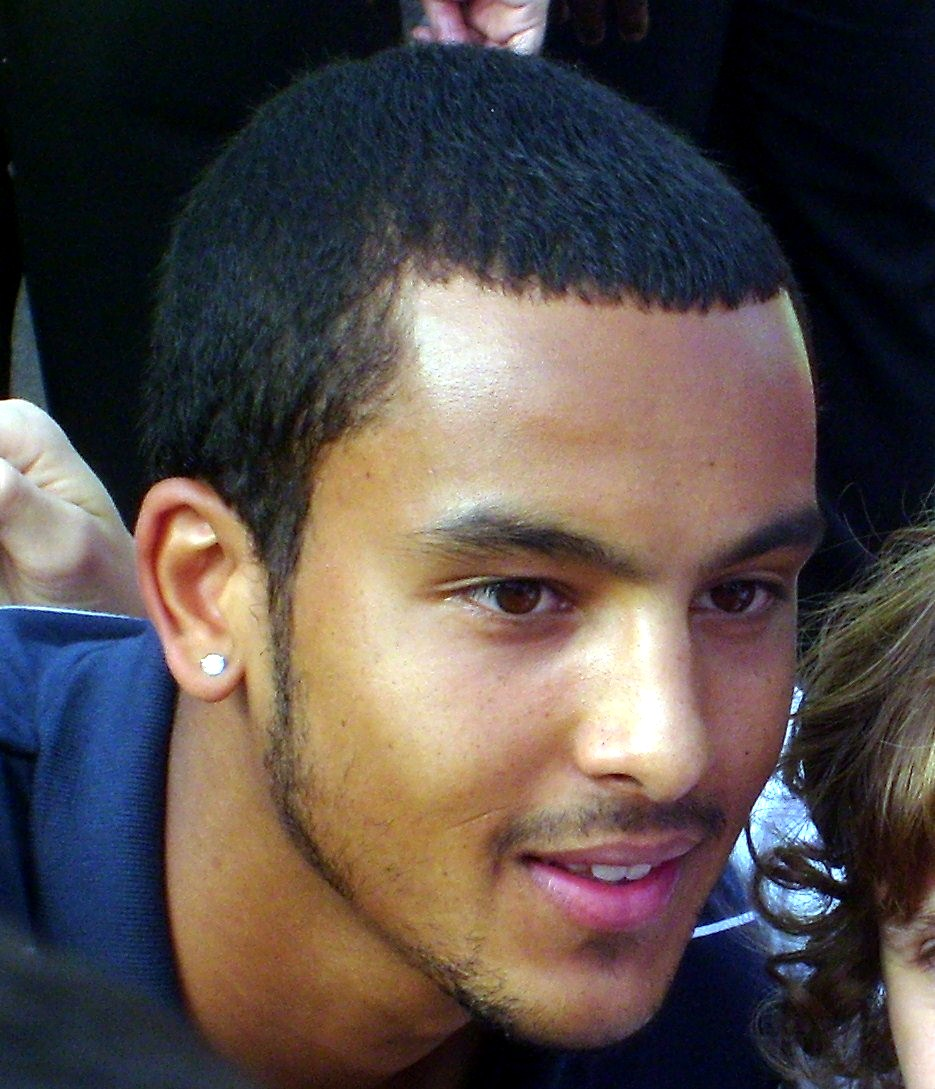
Theo Walcott.

Un certain nombre de notables sont originaires, ont travaillé ou sont morts à Newbury :
- Richard Adams (1920-2016) - Auteur
- Roger Attfield (1939-) – Entraineur de chevaux
- Francis Baily (1774–1844) – Astronome
- Captain Collet Barker (1784–1831) – Explorateur de l'Australie
- Michael Bond (1926-2017) - Créateur de l'ours Paddington
- Harry Bowl (1914–?) - Footballeur
- Bruno Brookes – Présentateur de radio et télévision
- Keith Chegwin (1957) - Présentateur de télévision
- Miles or Myles Coverdale (1488–1569) – Bishop, co-auteur de la 1st English Bible
- Emma Crosby – Présentateur de télévision
- George Dangerfield (1904–1986) – Journaliste et auteur
- John Charles Day (1826-1908), juge et collectionneur, mort à Newbury
- Sebastian Faulks – Auteur
- Gerald Finzi (1901–1956) – Compositeur des Newbury String Players
- Jill Fraser (1946–2006) – Watermill Theatre, propriétaire et directeur
- James Hanson, Lord Hanson (1922–2004)
- Alec Hopkins – Acteur qui a tenu le rôle de Severus Rogue dans Harry Potter et l'Ordre du Phénix
- Sir Michael Hordern (1911–1995) – Acteur
- John Kendrick (1573–1624) – Philanthrope, marchand de vêtements, mécène de Reading
- William Marshal, "The Marshal", considéré comme le premier Comte-maréchal (Lord Marshal) – (1147–1219) chevalier du Moyen Âge qui a servi sous quatre rois, otage à 'Newbury Castle' dans sa jeunesse
- Jack O'Newbury (1489–1557) – marchand de vêtements et mécène
- William de Newburgh (XIIe siècle) - abbé d'Abingdon
- Peter Palumbo, Baron Palumbo – Ex-chairman du Conseil des arts de Grande-Bretagne
- "Lord" George Sanger (1825–1911) – Propriétaire de cirque, né à Newbury. Il a donné la statue de la reine Victoria à la ville en 1902.
- John Septimus Roe (1797–1878) – Le premier Surveyor-General of Western Australia
- Hannah Snell (1723–1792) – femme-soldat
- Edward C. ('Ted') Titchmarsh (1899–1963) – Mathématicien du XXe siècle
- Theo Walcott – footballeur A.F.C. Newbury
- Sir Frank Williams – Manager de grands prix automobiles, a fondé la WilliamsF1 team
- Simon Channing-Williams (1945–2009) - Producteur de films

Nobles tués à la Première bataille de Newbury
- Earl of Carnarvon – Tué à la Première bataille de Newbury, Apparenté à l'actuel Earl of Carnarvon, propriétaire d'Highclere Castle. En 2012, connu pour Downton Abbey dans le Hampshire.
- Earl of Sunderland – Tué à la Première bataille de Newbury.
- Lucius Cary – Tué à la Première bataille de Newbury.